# Górczyna (powiat wschowski)
Górczyna – wieś w Polsce położona w województwie lubuskim, w powiecie wschowskim, w gminie Szlichtyngowa.

## Historia
Wieś istnieje co najmniej od drugiej połowy XV wieku. Wymieniona w łacińskim z 1497 jako „Gorschyna”, 1499 „Gorszyna”, 1528 „Gorschnia”, 1531 „Gorczyna”, 1563 „Gorczina”, 1564 „Gorszina”, w 1945 po upadku III Rzeszy „Gurschen”.
Wieś leżała na pograniczu Wielkopolski oraz Dolnego Sląska przy granicy Korony Królestwa Polskiego z księstwie głogowskim. W 1531 należała do powiatu wschowskiego Korony Królestwa Polskiego. W 1376 leżała w parafii Wyszanów w archidiecezji wrocławskiej archidiakonatu Głogów.
Miejscowość była początkowo własnością szlachecką należącą do szlachty z pogranicza Śląska i Wielkopolski z rodu Górczyńskich, którzy od nazwy wsi przyjęli odmiejscowe nazwisko oraz do Kotwiczów. Na przełomie XV i XVI wieku dziedzicami wsi byli bracia Jerzy Jurga oraz Jan Górczyńscy. Ten drugi w 1500 pełnił funkcję wicepodsędka we Wschowie. W 1497 Jerzy i Jan z Górczyny przekazali sądowi rady miasta Wschowy ujętego i oskarżonego przez nich człowieka Marcina Creysnera. W zachowanym dokumencie źródłowym rada zaręczała Jerzemu i Janowi, że w wypadku, gdy uwolni wspomnianego człowieka, ten nie będzie im w niczym zagrażać.
W 1490 Jan Górczyński poręczył wraz z Fryczem z Jędrzychowic za Katarzynę żonę tegoż Frycza, iż ta zachowa pokój z Małgorzatą żoną Mikołaja Jędrzychowskiego. W 1500 Jurga Górczyński naganił szlachectwo Janowi Siedlnickiego z Siedlnicy ze strony jego matki. W 1512 Jan Górczyński dziedzic w Górczynie sprzedał z zastrzeżeniem prawa odkupu szlachciance Judycie Toszewej czynsz 4 kop groszy polskich od 5 kmieci we wsi Dryżyna za 100 florenów węgierskich.
Miejscowość odnotowano również w historycznych rejestrach poborowych. W 1499 bracia Górczyńscy skazani zostali na karę 14 grzywien za odmowę zapłaty podatku królewskiego po jednej grzywnie od wsi oraz wiardunków królewskich od łanów ze wsi Górczyna oraz Dryżyna. W 1531 zapłacono podatki ze wsi od 3 łanów oraz od karczmy. W 1535 pobrano podatki z dwóch łanów. W 1563 podatki zostały zapłacone z dwóch łanów i 6,5 pręta. W 1566 płatnikami podatków we wsi byli Zygmunt i Jurga Kotwicze, którzy uiścili opłaty z dwóch łanów i 4,5 pręta, od 21 zagrodników, 4 komorników oraz karczmy dziedzicznej. W 1579 pobrano podatki z dwóch łanów i 3,5 pręta, od dwóch zagrodników z rolami, jednego najemnego robotnika od pługa zwanego ratajem, 22 zagrodników bez roli, jednego kowala, 12 komorników oraz dwóch owczarzy wypasających 60 owiec.
W 1528 wieś odnotowano w opisie granic Wielkopolski ze Śląskiem gdzie wymieniona została droga ze wsi Dryżyna, która stanowiła granicę pomiędzy wsią Górczyna znajdującą się w Koronie Królestwa Polskiego na terenie Wielkopolski, a niezidentyfikowaną wsią Schymell oraz Wilkowo w księstwie głogowskim.
Do czasu rozbiorów leżała w Rzeczypospolitej Obojga Narodów. Wskutek II rozbioru Polski w 1793, miejscowość przeszła pod władanie Prus i jak cała Wielkopolska znalazła się w zaborze pruskim.
W latach 1975–1998 miejscowość należała administracyjnie do województwa leszczyńskiego.

## Zabytki
Do wojewódzkiego rejestru zabytków wpisany jest:
- cmentarz żydowski, z XIX wieku.